# 볏꼬리물가라
볏꼬리물가라(학명: Dasycercus cristicauda)는 주머니고양이목 물가라속에 속하는 2종의 유대류 중의 하나이다. 오스트레일리아에 서식하는 육식성 유대류이다. 암푸르타(ampurta)로도 불린다. 태반류 쥐를 약간 닮았다.